# تييري غيل
تييري غيل (بالإنجليزية: Thierry Gale) هو لاعب كرة قدم باربادوسي في مركز الهجوم، ولد في 1 مايو 2002 في باربادوس.

## وصلات خارجية
- تييري غيل على موقع إي إس بي إن إف سي (الإنجليزية)
- تييري غيل على موقع قاعدة بيانات كرة القدم.إي يو (الإنجليزية)
- تييري غيل على موقع ناشيونال فوتبول تيمز (الإنجليزية)
- تييري غيل على موقع Soccerway.com (الإنجليزية)